# Sovjetska Republika Mađarska
Mađarska Sovjetska Republika ili Sovjetska Republika Mađarska je bila kratkotrajna komunistička država na prostorima Mađarske poslije Prvog svjetskog rata. Trajala je od 21. ožujka do 6. kolovoza 1919.

## Povijest
Do veljače 1919. vlada Mađarske Demokratske Republike, zbog neuspjeha na unutarnjem i vojnom planu, izgubila podršku u narodu. Nakon što su sile Antante 21. ožujka zahtijevale dodatne teritorijalne ustupke od Mađarske, grof Mihály Károlyi daje ostavku, a na vlast dolazi Komunistička partija Mađarske na čelu s Bélom Kunom, te proglašava Mađarsku Sovjetsku Republiku. Komunisti su došli na vlast najviše zahvaljujući činjenici da su bili jedina organizirana borbena skupina koja je obećala povratak izgubljenih teritorija, oslanjajući se i na sovjetsku Crvenu armiju. Obećali su također jednakost i socijalnu pravdu. U početku su postigli zamjetne vojne uspjehe, izbacivši čehoslovačke jedinice iz spornih područja i proglasivši satelitsku Slovačku Sovjetsku Republiku. Namjeravali su napasti i rumunjsku vojsku u Transilvaniji. Na unutarnjem planu, nacionalizirali su industriju i trgovačka društva, te sproveli reforme u stanogradnji, prometu, bankarstvu, zdravstvu, kulturnim ustavnovama. Izvršili su i zemljišnu reformu koja se odnosila na sva zemljoposjedništva veća od 400.000 četvornih metara.
Ipak, podrška naroda komunističkoj vlasti bila je kratkotrajna, a nakon pokušanog puča, vlada je uvela strahovladu potpomognutu paravojnim formacijama. 590 ljudi poguljeno je bez suđenja. Zemljišna reforma oduzela je zemljišta plemićima, ali ih nije podijelila seljacima, a sovjetska Crvena armija nikad nije došla u pomoć sovjetskoj Mađarskoj. Premda komunistička mađarska vojska nije izgubila nijednu bitku, pod pritiskom Antante morala se povlačiti s teritorija. Sve je to dovelo do unutarnjeg nezadovoljstva. Na koncu je i prodiranje rumunjske vojske prisililo Bélu Kuna i njegove suradnike na bijeg u Austriju. Budimpešta je osvojena 6. kolovoza 1919. Tako je nakon samo 133 dana nestalo Mađarske Sovjetske Republike.
S druge strane organizirale su se kontrarevolucionarne, konzervativne snage pod vodstvom transilvanijskog plemića Istvána Bethlena i bivšeg vrhovnog zapovjednika austro-ugarske mornarice Miklósa Horthyja. Oni su počeli preuzimati vlast najprije na zapadu zemlje, a onda su se širili i na ostala područja, a mnogi su komunisti i ostali ljevičari pogubljeni bez suđenja. Tada su počela i progonstva Židova, koji su optuženi za vojne neuspjehe komunističke vlade u kojoj su i sami velikim dijelom sudjelovali. Rumunjska vojska u povlačenju je opustošila zemlju, a štete su bile tako velike da Pariška mirovna konferencija 1919. od Mađarske nije tražila plaćanje ratne štete Rumunjskoj. 16. studenoga Horty ulazi u Budimpeštu, a njegova vlada polako vraća sigurnost u zemlji, zaustavlja nasilje i uspostavlja vlast. U tom je razdoblju zatočeno na tisuće pristalica Károlyija i Kuna, a svi radikalni politički pokreti zabranjeni su.

## Sastav mađarske sovjetske vlade
Predsјednik mađarske sovjetske vlade bio je Židov Béla Kun. Pored njega, vladu su činila još (po rođenju) dva katolika, Šandor Garbaj i Bokanji Dežo, i još deset Židova: Samuel Tibor, Vago Bela, Pogany Josef, Bohm Vilmoš - ministar rata, Lander Bela, Lukacs Gyorgy, Weltner Jakhab, Hamburger Jeno, Lengyel Seno - ministar financija, Varga Jeno - ministar trgovine.

## Poveznice
- Povijest Mađarske